# Love (album des Angels and Airwaves)
Pour les articles homonymes, voir Love.
Albums de Angels and Airwaves
I-Empire
(2007) Love: Part Two
(2011)
Singles
1. Hallucinations
Sortie : 23 décembre 2009
2. Epic Holiday
Sortie : 2011

Love: Part One est le troisième album du groupe Angels and Airwaves.

## Production
La production de l'album a commencé en janvier 2009 après une tournée avec Weezer à l'automne 2008. Elle s'est déroulée très lentement car le chanteur et guitariste Tom DeLonge était parti en tournée avec son autre groupe Blink-182. L'album est pour l'instant sorti uniquement en téléchargement gratuit sur le site officiel du groupe. Le 6 mars 2010, Tom DeLonge annonce sur le site du groupe que leur album Love a été téléchargé 500 000 fois. Depuis, l'album aurait été téléchargé 700 000 fois.[réf. nécessaire]

## Liste des pistes
| Love  | Love                                        | Love                | Love  | Love | Love | Love | Love | Love | Love |
| No    | Titre                                       | Auteur              | Durée |      |      |      |      |      |      |
| ----- | ------------------------------------------- | ------------------- | ----- | ---- | ---- | ---- | ---- | ---- | ---- |
| 1.    | Et Ducit Mundum Per Luce                    | Angels and Airwaves | 2:34  |      |      |      |      |      |      |
| 2.    | The Flight of Apollo                        | Angels and Airwaves | 6:15  |      |      |      |      |      |      |
| 3.    | Young London                                | Angels and Airwaves | 5:03  |      |      |      |      |      |      |
| 4.    | Shove                                       | Angels and Airwaves | 6:34  |      |      |      |      |      |      |
| 5.    | Epic Holiday                                | Angels and Airwaves | 4:38  |      |      |      |      |      |      |
| 6.    | Hallucinations                              | Angels and Airwaves | 4:39  |      |      |      |      |      |      |
| 7.    | The Moon-Atomic (...Fragments and Fictions) | Angels and Airwaves | 6:17  |      |      |      |      |      |      |
| 8.    | Clever Love                                 | Angels and Airwaves | 4:27  |      |      |      |      |      |      |
| 9.    | Soul Survivor (...2012)                     | Angels and Airwaves | 4:04  |      |      |      |      |      |      |
| 10.   | Letters to God, Part II                     | Angels and Airwaves | 4:06  |      |      |      |      |      |      |
| 11.   | Some Origins of Fire                        | Angels and Airwaves | 5:20  |      |      |      |      |      |      |
| 53:59 |                                             |                     |       |      |      |      |      |      |      |